# Франко Армани
Франко Армани (шп. Franco Armani; Касилда, 16. октобар 1986) је аргентински фудбалер који тренутно наступа за Ривер Плејт. Игра на позицији голмана.

## Успеси
Атлетико Насионал
- Прва лига Колумбије  (6) : 2011. Апертура,[5] 2013. Апертура,[6] 2013. Клаусура,[7] 2014. Апертура,[8] 2015. Клаусура,[9] 2017. Апертура[10]
- Куп Колумбије  (3) : 2012,[11] 2013,[12] 2016.[13]
- Суперлига Колумбије  (2) : 2012,[14] 2016,[15] (финале: 2014,[16] 2015)[17]
- Копа либертадорес (1) : 2016.[18]
- Копа судамерикана: (финале: 2014,[19] 2016)[20]
- Рекопа судамерикана  (1) : 2017.[21]

 Ривер Плејт
- Прва лига Аргентине (2) : 2021,[22] 2023.
- Куп Аргентине  (1) : 2019.[23]
- Суперкуп Аргентине  (3) : 2017,[24] 2019,[25] 2023.
- Трофеј шампиона  (2) : 2021,[26] 2023.[27]
- Копа либертадорес (1) : 2018,[28] (финале: 2019)[29]
- Рекопа судамерикана  (1) : 2019.[30]

 Аргентина
- Светско првенство (1) :  2022.[31]
- Копа Америка (2) :  2021,[32] 2024, [33] 2019.[34]
- Куп шампиона КОНМЕБОЛ—УЕФА (1) :  2022.[35]

Појединачни
- Најбољи голман Прве лиге Колумбије: 2014,[36] 2015,[37] 2016,[38] 2017.[39]
- Најбољи голман Прве лиге Аргентине: 2017/18.[40]
- Идеални тим Јужне Америке: 2016,[41] 2018,[42] 2019.[43]